# Asiosilis bicicatricosa
Asiosilis bicicatricosa es una especie de coleóptero de la familia Cantharidae.

## Distribución geográfica
Habita en Malasia.